# Ibercaja
Ibercaja est une banque espagnole basée à Saragosse

## Histoire
En novembre 2012, Ibercaja fusionne Caja 3, une autre banque espagnole en difficulté durant la Crise économique espagnole. Le nouvel ensemble qui reprend le nom d'Ibercaja possède alors 1 600 agences. En 2015, ce nombre est tombé à 1270 agences.